# Ype Wiersum

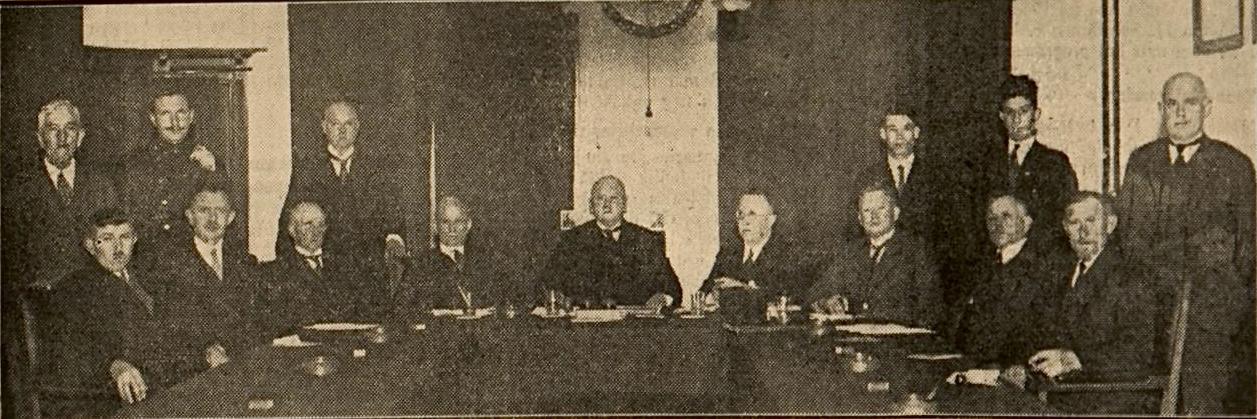
Afscheid burgemeester Wiersum met wethouders en gemeenteraad, december 1934.

Ype Wiersum (Warfhuizen, 25 november 1856 – Wehe, 18 april 1937) was een Nederlands bestuurder. Hij was tussen 1912 en 1934 burgemeester van Leens.
Wiersum was werkzaam als landbouwer voordat hij burgemeester werd. Hij zat toen al 18 jaar in de gemeenteraad en was 56 toen hij in het ambt bevestigd werd. Bij zijn afscheid was Wiersum met zijn 78-jarige leeftijd dan ook de oudst nog in het ambt zijnde burgemeester van de provincie Groningen. Tijdens zijn 22 jaar durende ambtsperiode was hij onder meer betrokken bij de bouw van arbeiderswoningen in Leens, de aansluiting van de gemeente op de spoorlijn Winsum - Zoutkamp (met stations in Wehe-Den Hoorn en Leens) en de uitbreiding van het energie- en wegennet.
Naast het burgemeesterschap was Wiersum voorzitter van diverse organisaties en verenigingen, waaronder de vaktekenschool in Leens. Hij werd begraven in zijn geboorteplaats Warfhuizen.   